# De Oude Molen (Wijchen)
De Oude Molen  is een windmolen in Wijchen, provincie Gelderland. De molen staat binnen de bebouwing dicht bij het station van Wijchen.
Het is een grote ronde stenen beltmolen uit 1799, gedekt met dakleer, met een vlucht van 24,00 m, die imposant staat op een natuurlijke heuvel van historische waarde.
De molenberg is een vrij hoge donk, ca. 10.000 jaar geleden ontstaan uit rivierzand. Men heeft er grafheuvels uit de ijzertijd (ca. 250-50 v.Chr.) gevonden en graven uit de Romeinse tijd.
De molen is in 1799 gebouwd door de toenmalige kasteelheer van Wijchen, Jan Carel d'Osy en in 1863 verkocht aan molenaar De Kleyn, wiens familie de molen in bezit heeft gehad tot 1970. Op de kapversiering staat de tekst "anno 1799 de oude molen".
In 1910 heeft een windhoos het gevlucht met as en bovenwiel weggeblazen. Daarbij zijn 2 mensen overleden, en de molenaar zelf gewond geraakt. Hij is korte tijd later gestorven. De wieken met zeilen zijn toen vervangen door een ander wiekensysteem, dat het uitgehouden heeft tot het eind van de jaren 30. Daarna heeft de molen weer wieken met zeilen gekregen.
In 1970 is de molen opgekocht door de gemeente Wijchen, die de molen in 1974 heeft gerestaureerd. De molen is met korte onderbrekingen altijd in gebruik geweest als korenmolen en wordt ook nu nog professioneel gebruikt. De molen is te bezichtigen en men kan er meel kopen.
- Nieuwe molenstenen voor Wijchense Molen, eens in 100 jaar (2019)

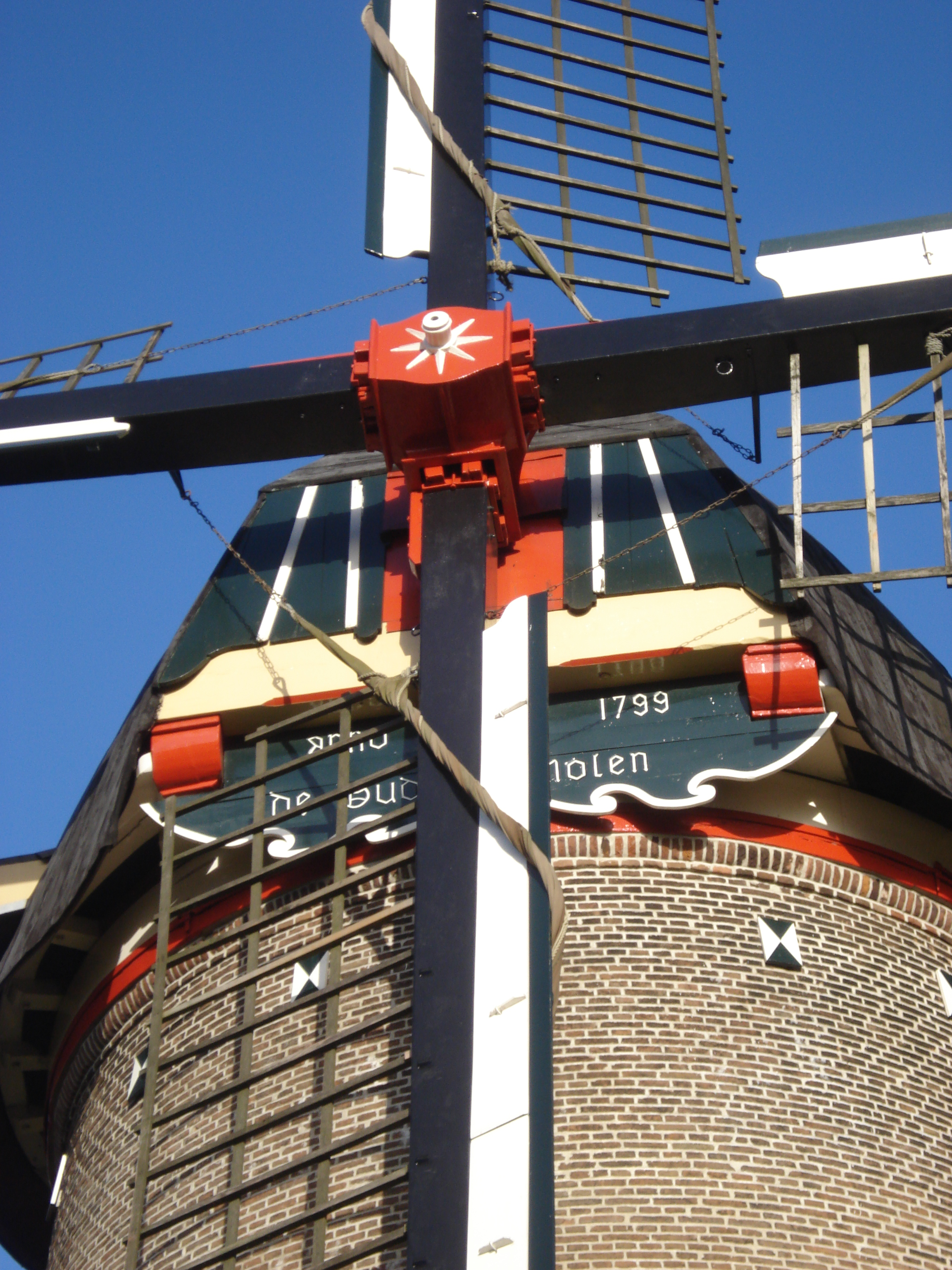
Wijchen, De Oude Molen, molenkruis en kapversiering